# Frank Vaganée

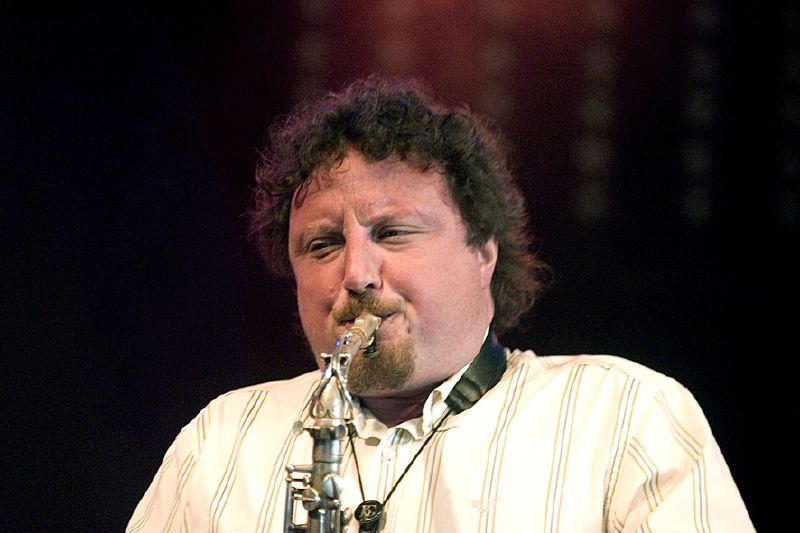
Frank Vaganée

Frank Vaganée (* 19. März 1966 in Malines) ist ein belgischer Jazz-Saxophonist (Alt, Sopran), Flötist, Komponist und Arrangeur.
Vaganée studierte klassische Musik am Konservatorium von Mechelen und Antwerpen. Er leitete ab 1983 eigene Gruppen und arbeitete freelance im Jazz Orchester des belgischen Radio- und Fernsehsenders BRTN und war im „Timeless Orchestra“. Anfang der 1990er Jahre hatte er ein Quartett mit dem niederländischen Pianisten Mike del Ferro, mit dem er u. a. Harold Land begleitete. 1991 erschien sein erstes Album „Picture a view“. Er war Mitglied im Trio von Philippe Aerts und ist einer der Leiter sowie Komponist für das „Brussels Jazz Orchestra“, das er 1993 mit gründete. Seit 1999 ist er
Mitglied des Sextetts der Pianistin Nathalie Loriers. 1998 gründete er ein Quartett mit John Ruocco.
Von 1987 bis 1991 unterrichtete er am Jazz Studio in Antwerpen, danach bis 1994 am Sweelinck Konservatorium von Amsterdam. Zurzeit unterrichtet er am Konservatorium von Gent und am Lemmensinstitut in Löwen.
1993 erhielt er den Cera-Preis für Nachwuchsmusiker. 2001 erhielt er den Django d’Or (Belgien).